# 大穆拉什基諾區

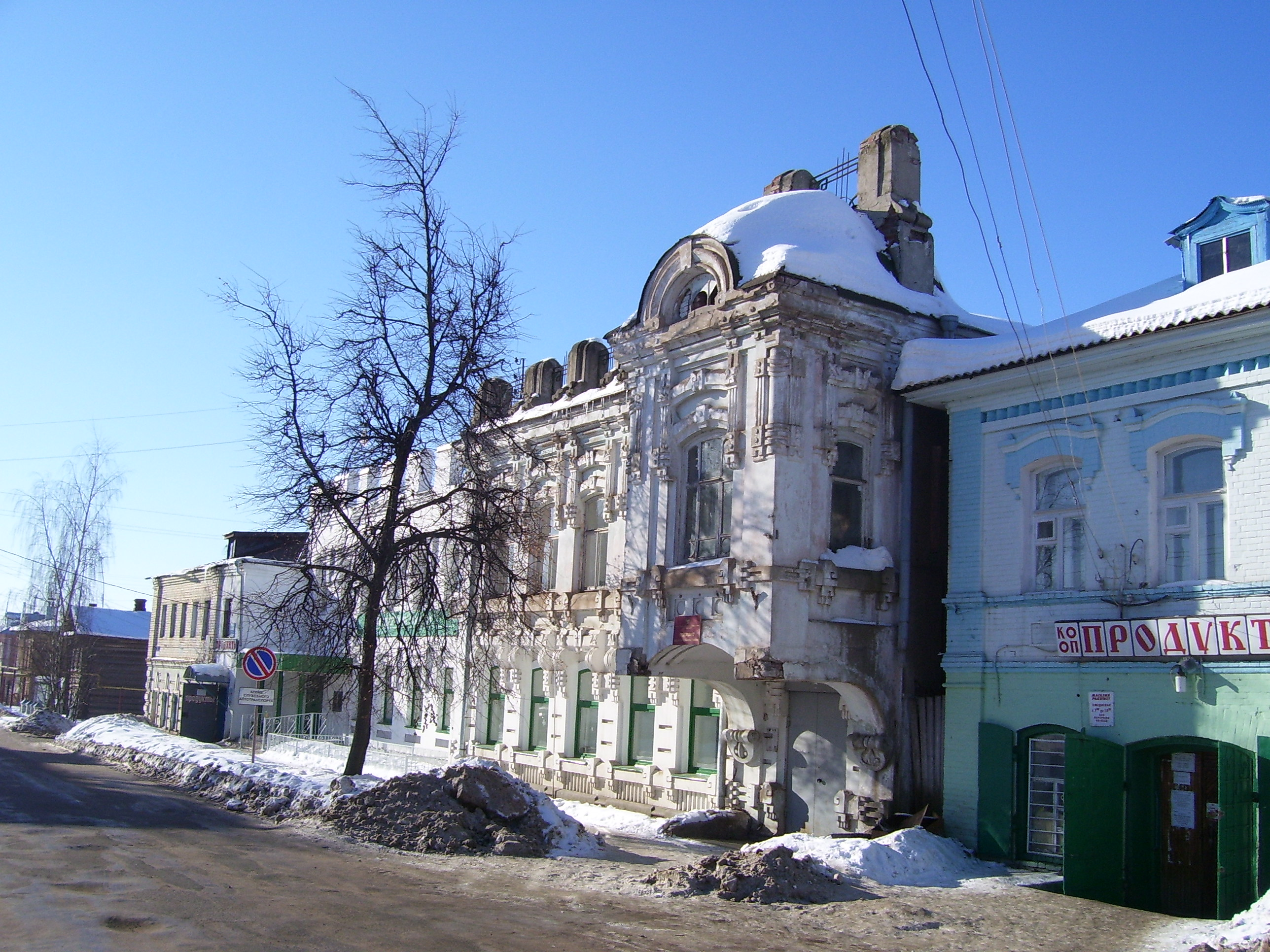

55°46′51″N 44°46′15″E / 55.78083°N 44.77083°E
大穆拉什基諾區（俄语：Большемурашкинский район），是俄羅斯的一個區，位於該國西部，由下諾夫哥羅德州負責管轄，始建於1929年，面積658.6平方公里，2010年人口10,508，人口密度每平方公里15.96人。